# Chlorospingus semifuscus
El clorospingo oscuro (Chlorospingus semifuscus), también conocido como frutero de vientre oscuro o montero grisáceo, es una especie de ave colocada tradicionalmente en la familia Thraupidae, pero quizás más cerca de Arremonops en la familia Emberizidae.

## Distribución y hábitat
Se encuentra en Colombia y Ecuador. Su hábitat natural son los bosques húmedos de montañas tropicales o subtropicales.